# Cerro Sullu Chunta
Cerro Sullu Chunta är ett berg i Bolivia.   Det ligger i departementet Oruro, i den västra delen av landet, 300 km väster om huvudstaden Sucre. Toppen på Cerro Sullu Chunta är 4 347 meter över havet, eller 90 meter över den omgivande terrängen. Bredden vid basen är 1,3 km.
Terrängen runt Cerro Sullu Chunta är varierad. Trakten runt Cerro Sullu Chunta är nära nog obefolkad, med mindre än två invånare per kvadratkilometer.. 
Omgivningarna runt Cerro Sullu Chunta är i huvudsak ett öppet busklandskap.